# 坂上昭子
坂上 昭子（さかがみ あきこ、1967年1月1日 - ）は、JRT四国放送の元女性アナウンサー。
香川県高松市出身。香川大学教育学部小学校課程美術研究室科卒業。1989年4月JRTに入社。

## 過去の主な担当番組

### テレビ
- 金曜ホットスタジオ
- 徳島経済情報

### ラジオ
- サタデージャンクション とんでもナイト
- えんやこらワイド
- 坂上昭子のWOMAN'S